# Macdunnoa
Macdunnoa is een geslacht van haften (Ephemeroptera) uit de familie Heptageniidae.

## Soorten
Het geslacht Macdunnoa omvat de volgende soorten:
- Macdunnoa brunnea
- Macdunnoa nipawinia
- Macdunnoa persimplex